# Арделяну, Мирча
Мирча Арделяну (рум. Mircea Ardeleanu; род. 20 февраля 1954, Клуж) — румынский ударник, специализирующийся в исполнении новейшей академической музыки.
Учился в Клуже и в Базеле, в 1978 году выиграл национальный конкурс исполнителей в Бухаресте, а в 1979 году — Международный конкурс исполнителей «Гаудеамус» в Нидерландах. С 1996 года преподаёт в Летней музыкальной школе в Дармштадте, был также профессором Консерватории итальянской Швейцарии в Лугано. Арделяну является первым исполнителем ряда произведений для ударных, среди которых «Солярис» Александра Кнайфеля (1980), «Псалом 151: Памяти Франка Заппы» Петера Этвёша (1993), «Пение света» Эльвиры Гарифзяновой (2008). Значительное место в репертуаре Арделяну занимают сочинения Карлхайнца Штокхаузена и Джона Кейджа, премию в Германии получил в 2003 году его диск с музыкой Дьёрдя Куртага. Восторженных отзывов критики удостоились гастроли Арделяну в Екатеринбурге (2005) и в Москве (2006).